# Eubeia
Eubeia (em grego: Εύβοια, transl. Euboia; também chamada pelos venezianos de Negroponte) é uma ilha da Grécia, localizada na periferia da Grécia Central, na prefeitura de Eubeia . A capital é a cidade de Cálcis, também denominada Cálquida.
Depois de Creta, Eubeia é a maior ilha do arquipélago grego, sendo também a segunda em população. Comprida e estreita, com a forma de um cavalo-marinho, tem cerca de 150 km de comprimento e varia entre 50 km e 6 km de largura. É separada do continente pelo Mar Euboico. É atravessada por uma cadeia de montanhas, que forma parte da cadeia que atravessa a Tessália, a leste, e continua para sul, atravessando também as ilhas de Andros, Tinos e Míconos. O seu ponto mais alto é o monte Dirfi.

## Geografia
Geografia e natureza dividem a própria ilha em três partes distintas: o norte fértil e arborizado, o centro montanhoso, com a agricultura limitada aos vales costeiros e o árido sul.
As principais montanhas incluem Dirfi (1.743 m), Pyxaria (1.341 m) no nordeste e Ochi (1.394 m). Os golfos vizinhos são o Golfo Pagasético no norte, Golfo do Mali, Golfo Euboeano Norte a oeste, o Mar Euboico e o Golfo Petalion. A ilha tem uma área total de 3.684 quilômetros quadrados.

## Economia
A principal atividade econômica é a mineração, sobretudo de magnesita em Mantoudi e Limni; linhito em Aliveri, e ferro e níquel em Dirfis.  Mármore é extraído 3 km ao norte de Erétria, e também amianto, a nordeste de Caristo, na montanha Okhi.

## Pessoas naturais da ilha
- Sotiria Bellou (1921–1997), cantor
- Mordechai Frizis (1893-1940), general romaniota que ajudou a derrotar a divisão Julia no sul da Albânia durante a Guerra Greco-Italiana
- Konstantinos Kallias (1901 – 2004), político
- Orestis Makris (1898–1975), ator e tenor
- Georgios Papanikolaou (1883–1962), médico, pioneiro em citologia
- Nikos Skalkottas (1901–1949), compositor
- Giannis Skarimpas, escritor
- São David de Eubeia, religioso